# Lasso (langage)
Pour les articles homonymes, voir Lasso.
Lasso est un langage orienté objet de première génération (L1G) créé par Vince Bonfanti.
Ce langage a souvent été associé au développement d'application basé sur FileMaker Pro, mais est aujourd'hui utilisé largement avec MySQL, MS SQL ou Oracle, pour ne citer que ces SGBD.

## Histoire
Vers la fin de l'année 1995 Vince essayait de publier une base de données FileMaker Pro pour la société qui l'employait à l'époque. Il y avait deux solutions disponibles, WEB-FM de Eric Bickford et le CGI FileMaker ROFM de Russel Owens.
Ces deux outils utilisaient AppleScript (WEB-FM avait été en grande partie re-écrit en C) et s'avéraient particulièrement lents pour avec l'application qu'il était en train de développer.
De plus, tous les deux demandaient l'utilisation de champs calculés dans FileMaker Pro pour le formatage des informations, ce qui était fastidieux et source d'erreurs. 
De façon à dépasser ces limitations il décida d'écrire son propre programme (communiquant via CGI) en utilisant C/C++; l'application serait plus rapide, et en utilisant la notion de Template au lieu de tout réaliser par le biais de champs calculés.
Ce programme devint Lasso 1.0.